# Сєвєрний (пункт контролю)
48°21′24″ пн. ш. 39°55′21″ сх. д. / 48.35667° пн. ш. 39.92250° сх. д.
Сє́вєрний — закритий пункт пропуску через державний кордон України на кордоні з Росією.
Розташований у Луганській області, Краснодонська міськрада, у селищі міського типу Сєверний на автошляху місцевого значення. З російського боку розташований пункт пропуску «Донецьк», Ростовська область.
Вид пункту пропуску — автомобільний, пішохідний. Статус пункту пропуску — місцевий, з 5.00 до 21.00.
Характер перевезень — пасажирський.
Судячи з відсутності даних про пункт пропуску «Сєвєрний» на сайті МОЗ, очевидно він може здійснювати лише радіологічний, митний та прикордонний контроль.
Пункт пропуску «Сєвєрний» входить до складу митного посту «Ізварине» Луганської митниці.

## Закриття пункту пропуску
5 червня 2014 року Кабінет Міністрів України з міркувань громадської безпеки та з метою запобігання виникненню загрози життю та здоров'ю населення внаслідок небезпечних подій, які відбуваються на окремих територіях, ухвалив рішення про припинення руху через цей пункт пропуску (а також через сім інших пунктів на російсько-українському кордоні).